# Ținutul cailor măreți
„Ținutul cailor măreți” (în engleză „Land of the Great Horses”) este o povestire științifico-fantastică din 1967 scrisă de R. A. Lafferty. Face parte din seria Institute for Impure Science. A apărut prima dată în 1967 în volumul Viziuni periculoase (în engleză Dangerous Visions) editat de Harlan Ellison. În limba română volumul și povestirea au apărut la Editura Trei, în anul 2013.

## Prezentare
Povestirea este o viziune largă asupra Pământului după ce extratereștrii (vizitatorii exteriori) au refăcut țara natală a rromilor (Ținutul cailor măreți), teritoriu pe care au făcut diferite experimente. Romii de pretutindeni și-au întrerupt munca pentru a reveni în acest ținut.
Apoi au adunat pe cei din orașul Los Angeles, ai cărui locuitori au devenit noii rătăcitori, Angelenos. Când au fost întrebați ce s-a întâmplat, ei răspund în mod obișnuit: „Au venit și ne-au luat Dizz-ul de la noi.”

## Legături externe
- en  Istoria publicării lucrării Ținutul cailor măreți la Internet Speculative Fiction Database

## Vezi și
- 1967 în științifico-fantastic